# 夏色のナンシー
「夏色のナンシー」（なついろのナンシー）は、1983年4月1日にリリースされた早見優の5枚目のシングル。発売元はトーラスレコード。

## 概要
表題曲「夏色のナンシー」は本人出演のCM「コカ・コーラ」のイメージソング。この曲で初のオリコン週間チャートTOP10入りを記録し、TBS系の音楽番組「ザ・ベストテン」にもランクインするなど、自身最大のヒット曲となった。またこの曲で1983年の『第34回NHK紅白歌合戦』に初出場している。
当初「ナンシー」ではなく、早見のハワイでの愛称の「キャシー」にしようという意見もあったが、歌いにくかったことから英語圏でなじみの深い名前の「ナンシー」に落ち着いた。
間奏のコーラス部分の英語歌詞は「文法的に納得がいかない」として早見自身がディレクターに言って自然な英語に変えさせたものである。過去に2枚目のシングル「Love Light」の英語バージョンの文法が間違っているとファンから指摘されたことがあり、早見は「それ以降、私も敏感になって、英語の部分はディレクターさんと話し合って自分でチェックするようになりました。それで、この歌の英語コーラスも、私が少し変えさせてもらったんです。」と語っている。
デビュー時から筒美京平に作曲を依頼し続け、5曲目にしてようやく実現したのが本曲だった。筒美からの指名で編曲を手掛けたのはロックバンド・四人囃子に一時期キーボード奏者として在籍した茂木由多加で、全て打ち込みという当時としては画期的なアレンジだった。本曲以降、6枚目の「渚のライオン」、8枚目の「抱いてマイ・ラブ」、10枚目の「Me☆セーラーマン」、12枚目の「Tonight」でも編曲を手掛けている。
2016年8月にリリースされたミニ・アルバム『Delicacy of Love』には、本曲のリミックスバージョンが収録されている。このバージョンでは、間奏のコーラスに早見の2人の娘も参加している。
2016年11月から放映されているY!mobileのCM「ふてニャン　早見優 ザ・ベストテン」篇でもこの曲が「夏色のニャンシー」とタイトルを変えて、また歌詞も若干替えて早見に歌われている。
2020年10月21日より放送されている日清シーフードヌードルのCM「ほぼイカ登場 篇」に早見が出演し、歌詞を変えたものを自ら歌っている。
2023年4月1日にリリースから40周年を迎え、早見は自身のブログで「『夏色のナンシー』をずっと愛してくれて、本当にありがとう!」とコメントしている。
同年11月に作詞した三浦徳子が死去し、早見はブログで「突然のお報せに深い悲しみを感じます。先生には、「夏色のナンシー」をはじめ、シングルの「Love Light」「ラッキィ・リップス」その他たくさんの歌の作詞をしていただきました。先生の素晴らしい言葉をメロディにのせて歌わせていただいたこと、ずっとずっと心に残ります。これからも先生にいただいたお言葉を大切に歌わせていただきます。」と追悼した。

## 収録曲
両楽曲とも、作詞: 三浦徳子／作曲: 筒美京平／編曲: 茂木由多加
1. 夏色のナンシー (3:09)
2. 可愛いサマータイム (3:16)

## カバー
| 日付            | 歌手・演奏者               | 備考 |
| --------------- | -------------------------- | --- |
| 2001年 6月13日  | Happie                     | アルバム『SUPER HAPPIE!』に収録。                                                                                             |
| 2008年 12月17日 | Ordinary Venus             | アルバム『Ordinary Venus』に収録。                                                                                            |
| 2009年 12月19日 | 野水伊織                   | アニメ『そらのおとしもの』第6話エンディングテーマ。後にアルバム『そらのおとしもの エンディングテーマ・コレクション』 に収録。 |
| 2012年 11月7日  | 吉川友                     | アルバム『ボカリスト?』 に収録。                                                                                              |
| 2017年 7月12日  | 寺嶋由芙                   | シングル『わたしを旅行につれてって』に収録。                                                                                  |
| 2021年 4月28日  | 氣志團                     | 筒美京平トリビュート・アルバム『Oneway Generation』に収録。                                                                   |
| 2023年6月28日   | 高木凛(CV鷲見友美ジェナ)   | 配信シングル |
| 2023年 7月26日  | クリィミーマミ（太田貴子） | アルバム『魔法の天使 クリィミーマミ 80's J-POPヒッツ』に収録。                                                                |

## タイアップ
| 曲名           | タイアップ                      |
| 夏色のナンシー | コカ・コーラ コマーシャルソング |